# Gilbert Doucet
Pour les articles homonymes, voir Doucet.
Gilbert Doucet, né le 25 mars 1956 à Lourdes (Hautes-Pyrénées) et mort le 7 juillet 2020 à Toulon (Var), est un joueur de rugby à XV français reconverti entraîneur qui évoluait au poste de troisième ligne aile (1,82 m pour 95 kg).
Gérant de bar à La Seyne-sur-Mer, il s'oriente ensuite vers la carrière d'entraîneur. Il entraîne notamment l'Aviron bayonnais. Il remplace ensuite Alain Teixidor en tant qu'entraîneur du Rugby club toulonnais durant la saison 2006-2007 avant d'être lui-même remplacé par Tim Lane à la suite de problèmes relationnels avec le président Mourad Boudjellal.

## Carrière

### Joueur
- jusqu'en 1976 : FC Lourdes
- 1976-1978 : RC Toulon
- 1978-1980 : US La Seyne
- 1980-1983 : RRC Nice
- 1983-1988 : RC Toulon
- 1988-1991 : SMUC Marseille

### Entraîneur
- 1991-1993 : SMUC Marseille
- 1993-1996 : US La Seyne
- 1996-1997 : Rugby club toulonnais
- 1997-1998 : FC Grenoble
- 1999-2002 : Rugby Rome
- 2002-2004 : Rugby Calvisano
- 2004-2006 : Aviron bayonnais
- 2006-2007 : RC Toulon
- 2007-2014 : Pays d'Aix RC
- 2014-2016 : Stade niçois

## Palmarès de joueur
Avec le RC Toulon
- Challenge Yves du Manoir :
  - Finaliste (1) : 1983
- Championnat de France de première division :
  - Vice-champion (1) : 1985